# سیارک ۸۴۹۴
سیارک ۸۴۹۴ (به انگلیسی: 8494 Edpatvega، نامگذاری:1990OT4) هشت هزار و چهارصد و نود و چهارمین سیارک کشف شده‌است که در ۲۵ ژوئیه ۱۹۹۰ کشف شد.
قدر مطلق سیارک برابر ۱۳٫۸۰ است.